# Sjachar en Sjalim
Sjachar en Sjalim (Engels: Shachar and Shalim) of Sahar en Salem, of ook Sjar en Sjalim, waren in de Fenicische mythologie de ochtend- en avondschemering. 
Sjachar en Sjalim stamden af van de Fenicische Oppergod El. Ze werden geconcipieerd toen El zijn handen als golven over de Oerzee uitspreidde en daarbij zijn twee vrouwen vruchtbaar maakte, aldus een oude tekst die in Ras Sjamra in de site van het oude Ugarit in het huidige Syrië werd gevonden. De 'twee vrouwen' zijn volgens de meeste onderzoekers Ashera en Anat.
Mogelijk werd de god Sjalim / Salem ook vereerd door de Jebusieten en is er (hierdoor) een verband met de stad Salem in de Hebreeuwse Bijbel.